# In the Springtime of His Voodoo
In the Springtime of His Voodoo è un singolo della cantautrice statunitense Tori Amos, pubblicato nel 1996 ed estratto dall'album Boys for Pele.

## Tracce
- CD

1. In the Springtime of His Voodoo (LP Mix) – 5:32
2. In the Springtime of His Voodoo (Hasbrouck Heights Single Mix) – 4:25
3. In the Springtime of His Voodoo (Hasbrouck Heights Club Mix) – 10:04
4. In the Springtime of His Voodoo (Quiet Mix) – 4:30
5. In the Springtime of His Voodoo (Sugar Dub) – 8:52